# Ролинг Хилс (округ Мадера, Калифорнија)
Ролинг Хилс (енгл. Rolling Hills, Madera County) насељено је место без административног статуса у америчкој савезној држави Калифорнија.

## Демографија
По попису из 2010. године број становника је 742.
| Група             | 2000.    | 2010.       |
| Белци             | 0 (0,0%) | 552 (74,4%) |
| Афроамериканци    | 0 (0,0%) | 16 (2,2%)   |
| Азијати           | 0 (0,0%) | 25 (3,4%)   |
| Хиспаноамериканци | 0 (0,0%) | 143 (19,3%) |
| Укупно            | 0        | 742         |